# Deleboea albomaculata
Deleboea albomaculata är en stekelart som beskrevs av Cameron 1903. Deleboea albomaculata ingår i släktet Deleboea och familjen brokparasitsteklar. Inga underarter finns listade i Catalogue of Life.